# Hercegovina Open – Super Eight
Hercegovina Open – Super Eight, Široki Brijeg
Osam svjetskih boraca koji su ostvarili zapažene rezultate na svjetskoj i europskoj karate sceni se osim za prestiž bore i za nagradni fond u ovom amaterskom sportu. Prva trojica osvajaju novčanu nagradu.
Organizator turnira je Karate klub "Široki Brijeg".
Turnir se održava u sklopu i središnji je događaj turnira Hercegovina Open na kojem se natječu sve dobne skupine.
Turnir je bio Super Open od ? do ?.
Natjecanje je open weight i održava se prema WKF pravilima.

## Izdanja
- Najviše nastupa:
- Najviše nastupa bez pobjede:

| Izdanje | Pobjednici           | Finalisti            | 3.              | 4.                | Ostali natjecatelji (abecedno)                                                                                            | Ref         |
| ------- | -------------------- | -------------------- | --------------- | ----------------- | --- | ----------- |
| 2020.   | Nepoznata kratica »« | Nepoznata kratica »« |                 |                   | |             |
| 2019.   | Nepoznata kratica »« | Nepoznata kratica »« |                 |                   | |             |
| 2018.   | Nepoznata kratica »« | Nepoznata kratica »« |                 |                   | |             |
| 2017.   | Anđelo Kvesić        | Ivan Martinac        | Ivan Kvesić     | Zvonimir Živković | ?? Dejan Cvrkota, Mensur Đozić, Nikola Jovanović, Viktor Krstevski, Albrim Samahodaj                                      | [ 3 ] [ 4 ] |
| 2016.   | Nije se održao       | Nije se održao       | Nije se održao  | Nije se održao    | Nije se održao |             |
| 2015.   | Nepoznata kratica »« | Nepoznata kratica »« |                 |                   | |             |
| 2014.   | Nije se održao       | Nije se održao       | Nije se održao  | Nije se održao    | Nije se održao |             |
| 2013.   | Almir Cecunjanin     | Marko Opančar        | Marko Miloš     |                   | | [ 2 ]       |
| 2012.   | Nije se održao       | Nije se održao       | Nije se održao  | Nije se održao    | Nije se održao |             |
| 2011.   | Nepoznata kratica »« | Nepoznata kratica »« |                 |                   | |             |
| 2010.   | Nije se održao       | Nije se održao       | Nije se održao  | Nije se održao    | Nije se održao |             |
| 2009.   | Rene Smaal           | Marko Miloš          | Miloš Jovanović | Mario Vučić       | Nermin Sinanović, Haris Suljković, Haris Škrijelj, Damir Zadro                                                            | [ 5 ]       |
| 2008.   | Nije se održao       | Nije se održao       | Nije se održao  | Nije se održao    | Nije se održao |             |
| 2007.   | Nepoznata kratica »« | Nepoznata kratica »« |                 |                   | Goran Božić, Mensur Cakić, Almir Cecunjanin, Miloš Jovanović, Oliver Mandarić, Elvir Mašić, Matija Matijevič, Alen Zamlić | [ 6 ]       |
| 2006.   | Nepoznata kratica »« | Nepoznata kratica »« |                 |                   | |             |

Info